# Bank of America Center (Los Angeles)
Bank of America Center (známý také jako Bank of America Plaza a až do roku 1992 jako Security Pacific Plaza) je mrakodrap v centru kalifornského města Los Angeles. Má 55 pater a výšku 224 metrů, je tak 6. nejvyšší mrakodrap ve městě. Výstavba probíhala v letech 1973 – 1975 a za designem budovy stojí firma Albert C. Martin & Associates. Budova disponuje 126 341 m2 převážně kancelářských ploch.